# Mount Weller (berg i Antarktis, lat -77,85, long 160,48)
Mount Weller är ett berg i Antarktis. Det ligger i Östantarktis. Nya Zeeland gör anspråk på området. Toppen på Mount Weller är 2 420 meter över havet.
Terrängen runt Mount Weller är kuperad norrut, men söderut är den bergig. Trakten är obefolkad. Det finns inga samhällen i närheten. 